# Torneo Clausura 2014 Liga Premier de Ascenso
El Torneo Clausura 2014 de la Liga Premier de Ascenso fue el 34° torneo corto que cerró la LXIV temporada de la Segunda División. Contó con la participación de 31 equipos, al término del torneo sí hubo descenso a la Liga de Nuevos Talentos. El campeón de este torneo, Atlético Coatzacoalcos, se enfrentó al campeón del Torneo Apertura 2013, Linces de Tlaxcala, en la final por el ascenso.

## Sistema de competición
El sistema de competición de este torneo es el mismo del Torneo Apertura 2013. Este se desarrolla en dos fases:
- Fase de calificación: que se integra por las 15 jornadas del torneo.
- Fase final: que se integra por los partidos de ida y vuelta en rondas de cuartos de final, de semifinal y final.

### Fase de calificación
En la fase de calificación se observará el sistema de puntos. La ubicación en la tabla general está sujeta a lo siguiente:
En la fase de calificación se observará el sistema de puntos, apareciendo en los calendarios de juego 
primero el nombre del club local seguido del nombre del club visitante. 
La ubicación en las Tablas de Clasificación por Grupo estará sujeta al número de puntos obtenidos en 
cada partido de acuerdo al resultado. 
- Por juego ganado: 3 puntos
  - Si el equipo visitante gana el juego por diferencia de dos goles, se le otorgará 1 punto adicional. Aplica únicamente para partidos jugados; no aplica para partidos ganados por motivo de resolución.

- Por juego empatado: 1 punto
  - Tratándondose de empates a dos o más goles, será obligatoria la participación de los Equipos participantes en una serie de tiros penales, conforme al criterio establecido en el Artículo 31 del presente Reglamento; otorgándosele 1 punto adicional al Equipo que resulte ganador de dicha serie.

- Por juego perdido: 0 puntos

En esta fase participan los 31 clubes de la Liga Premier de Ascenso jugando en cada grupo todos contra todos durante las jornadas respectivas, a un solo partido.
El orden de los clubes al final de la Fase de Calificación del torneo corresponderá a la suma de los puntos obtenidos por cada uno de ellos y se presentará en forma descendente. Si al finalizar las 15 jornadas del torneo, dos o más clubes estuviesen empatados en puntos, su posición en la Tabla general será determinada atendiendo a los siguientes criterios de desempate:
1. Mejor diferencia entre los goles anotados y recibidos.
2. Mayor número de goles anotados.
3. Marcadores particulares entre los Clubes empatados.
4. Mayor número de goles anotados como visitante.
5. Mejor ubicado en la Tabla general de cociente.
6. Tabla Fair Play.
7. Sorteo.

Para determinar los lugares que ocuparán los Clubes que participen en la Fase final del Torneo se tomará como base la Tabla general de clasificación.
Participan automáticamente por el título de Campeón de la Liga Premier de Ascenso los primeros 4 lugares de cada grupo (8 en total), los siguientes 4 de cada grupo participarán en el torneo de Copa de la Liga Premier de Ascenso.

### Fase final
Los ocho clubes calificados para esta fase del torneo serán reubicados de acuerdo con el lugar que ocupen en la Tabla general al término de la jornada 15, con el puesto del número uno al club mejor clasificado, y así hasta el #8. Los partidos a esta fase se desarrollarán a visita, en las siguientes etapas:
- Cuartos de final
- Semifinales
- Final

Los clubes vencedores en los partidos de cuartos de final y semifinal serán aquellos que en los dos juegos anoten el mayor número de goles. De existir empate en el número de goles anotados, la posición se definirá a favor del club con mayor cantidad de goles a favor cuando actúe como visitante.
Si una vez aplicado el criterio anterior los clubes siguieran empatados, se observará la posición de los Clubes en la Tabla general de clasificación.
Los partidos correspondientes a la Fase final se jugarán obligatoriamente los días miércoles y sábado, y jueves y domingo eligiendo, en su caso, exclusivamente en forma descendente, los cuatro Clubes mejor clasificados en la Tabla general al término de la jornada 15, el día y horario de su partido como local. Los siguientes cuatro Clubes podrán elegir únicamente el horario.
El Club vencedor de la Final y por lo tanto Campeón, será aquel que en los dos partidos anote el mayor número de goles. Si al término del tiempo reglamentario el partido está empatado, se agregarán dos tiempos extras de 15 minutos cada uno. De persistir el empate en estos periodos, se procederá a lanzar tiros penales hasta que resulte un vencedor.
Los partidos de Cuartos de final se jugarán de la siguiente manera:
En las Semifinales participarán los cuatro Clubes vencedores de Cuartos de final, reubicándolos del uno al cuatro, de acuerdo a su mejor posición en la Tabla general de clasificación al término de la jornada 15 del Torneo correspondiente, enfrentándose:
Disputarán el título de Campeón de los Torneos de Apertura 2013 y Clausura 2014 los dos clubes vencedores de la fase semifinal correspondiente, reubicándolos del uno al dos, de acuerdo a su mejor posición en la Tabla general de clasificación al término de las jornadas de cada torneo.

## Equipos participantes

### Equipos por Entidad Federativa
| Entidad Federativa | N.º | Equipos                                                                   |
| ------------------ | --- | ------------------------------------------------------------------------- |
| Jalisco            | 4   | Cachorros U. de G., Deportivo Los Altos, Estudiantes Tecos "B" y Vaqueros |
| Tamaulipas         | 4   | Bravos, Correcaminos "B", Reynosa FC y Tampico Madero                     |
| Veracruz           | 4   | Atlético Coatzacoalcos, Atlético Veracruz, Orizaba y Patriotas            |
| Estado de México   | 3   | Real Cuautitlán, Teca UTN y UAEM                                          |
| Chihuahua          | 2   | UACH y UACJ                                                               |
| Zacatecas          | 2   | Águilas Reales y UAZ                                                      |
| Chiapas            | 1   | Ocelotes UNACH                                                            |
| Colima             | 1   | Loros de Colima                                                           |
| Durango            | 1   | Durango                                                                   |
| Campeche           | 1   | Delfines "B"                                                              |
| Guanajuato         | 1   | Unión de Curtidores                                                       |
| Hidalgo            | 1   | Cruz Azul Jasso                                                           |
| Nayarit            | 1   | Deportivo Tepic                                                           |
| Querétaro          | 1   | Irapuato                                                                  |
| Quintana Roo       | 1   | Inter Playa                                                               |
| Sinaloa            | 1   | Murciélagos                                                               |
| Sonora             | 1   | Cimarrones                                                                |
| Tlaxcala           | 1   | Linces                                                                    |

### Grupo 1
| - 1 Águilas Reales de Zacatecas - 2 Alacranes de Durango - 3 Bravos de Nuevo Laredo - 4 Cachorros U. de G. - 5 Club Deportivo De Los Altos - 6 Deportivo Tepic FC - 7 Estudiantes Tecos B - 8 Cimarrones de Sonora |  | - 9 Loros de la Universidad de Colima - 10 Murciélagos FC - 11 Reynosa FC - 12 Dorados de la Universidad Autónoma de Chihuahua - 13 Unión de Curtidores - 14 Indios UACJ - 15 Correcaminos UAT B. - 16 Vaqueros Ameca |

#### Información de los equipos participantes
| Nombre                            | Ciudad                      | Estadio                                     |
| --------------------------------- | --------------------------- | ------------------------------------------- |
| Águilas Reales                    | Zacatecas, Zacatecas        | Francisco Villa                             |
| Alacranes de Durango              | Durango, Durango            | Francisco Zarco                             |
| Bravos                            | Nuevo Laredo, Tamaulipas    | Unidad Deportiva Benito Juárez              |
| Cachorros U. de G.                | Guadalajara, Jalisco        | Jalisco                                     |
| Cimarrones de Sonora              | Hermosillo, Sonora          | Héroe de Nacozari                           |
| Deportivo de Los Altos            | Yahualica, Jalisco          | Las Ánimas                                  |
| Deportivo Tepic                   | Tepic, Nayarit              | Arena Cora                                  |
| Estudiantes Tecos "B"             | Zapopan, Jalisco            | 3 de Marzo                                  |
| Loros de la Universidad de Colima | Colima, Colima              | Olímpico Universitario de Colima            |
| Murciélagos F.C.                  | Guamúchil, Sinaloa          | Coloso del Dique                            |
| Reynosa F.C.                      | Reynosa, Tamaulipas         | Reynosa                                     |
| Unión de Curtidores               | León, Guanajuato            | León                                        |
| Dorados de la UACH                | Chihuahua, Chihuahua        | Olímpico de la UACH                         |
| Indios de la UACJ                 | Ciudad Juárez, Chihuahua    | Olímpico Benito Juárez                      |
| Correcaminos UAT "B"              | Ciudad Victoria, Tamaulipas | Eugenio Alvizo Porras                       |
| Vaqueros de Ameca                 | Ameca, Jalisco              | Núcleo Deportivo y de Espectáculos de Ameca |

### Grupo 2
| - 1 Albinegros de Orizaba - 2 Cruz Azul Jasso - 3 Delfines B - 4 Inter Playa del Carmen - 5 CD Irapuato - 6 Linces de Tlaxcala - 7 Ocelotes UNACH - 8 Patriotas de Córdoba |  | - 9 Atlético Coatzacoalcos - 10 Real Cuatitlán - 11 Tampico Madero - 12 Atlético Veracruz - 13 Potros UAEM - 14 Universidad Tecnológica de Nezahualcóyotl - 15 Tuzos de la UAZ |

#### Información de los equipos participantes
| Equipo                               | Ciudad                         | Estadio                               |
| ------------------------------------ | ------------------------------ | ------------------------------------- |
| Albinegros de Orizaba                | Orizaba, Veracruz              | Socum                                 |
| Atlético Coatzacoalcos               | Coatzacoalcos, Veracruz        | Rafael Hernández Ochoa                |
| Atlético Veracruz                    | Veracruz, Veracruz             | Luis "Pirata" Fuente                  |
| Cruz Azul Jasso                      | Ciudad Cooperativa, Hidalgo    | 10 de diciembre                       |
| Delfines del Carmen "B"              | Ciudad del Carmen, Campeche    | Unidad deportiva Campus II UNACAR     |
| Inter Playa del Carmen               | Playa del Carmen, Quintana Roo | Mario Villanueva Madrid               |
| C.D. Irapuato                        | Querétaro, Querétaro           | Corregidora                           |
| Linces de Tlaxcala                   | Tlaxcala, Tlaxcala             | Tlahuicole                            |
| Ocelotes UNACH                       | Tapachula, Chiapas             | Olímpico de Tapachula                 |
| Patriotas de Córdoba                 | Córdoba, Veracruz              | Rafael Murillo Vidal                  |
| Real Cuautitlán                      | Cuautitlán, México             | Los Pinos                             |
| Tampico Madero                       | Tampico Madero, Tamaulipas     | Tamaulipas                            |
| Potros de la UAEM                    | Toluca, México                 | Universitario Alberto "Chivo" Córdoba |
| Teca Universidad Tecnológica de Neza | Ciudad Nezahualcoyótl, México  | Neza 86                               |
| Tuzos de la UAZ                      | Zacatecas, Zacatecas           | Francisco Villa                       |

#### Nota
- CD Irapuato se muda a Querétaro, lo anterior debido a la reestructuración que hubo en el Grupo Delfines y que decidió que el equipo que jugó en el Apertura 2013 en el Estadio Sergio León Chávez, como Irapuato, vuelva a sus raíces para jugar ya sea en el Estadio Corregidora o en el de La Cañada.[1]

## Grupos

### Grupo 1
| Pos. | Equipo                            | Pts. | PJ | G  | E | P  | GF | GC | Dif. | Clasificación         |
| ---- | --------------------------------- | ---- | -- | -- | - | -- | -- | -- | ---- | --------------------- |
| 1    | Loros de la Universidad de Colima | 39   | 15 | 11 | 3 | 1  | 36 | 11 | +25  | Liguilla de ascenso   |
| 2    | Unión de Curtidores               | 32   | 15 | 8  | 3 | 4  | 30 | 14 | +16  | Liguilla de ascenso   |
| 3    | Deportivo Tepic                   | 32   | 15 | 8  | 5 | 2  | 17 | 5  | +12  | Liguilla de ascenso   |
| 4    | Deportivo de los Altos            | 32   | 15 | 10 | 2 | 3  | 20 | 9  | +11  | Liguilla de ascenso   |
| 5    | Estudiantes Tecos "B"             | 26   | 15 | 8  | 1 | 6  | 16 | 16 | 0    | Liguilla de Copa      |
| 6    | Indios UACJ                       | 23   | 15 | 6  | 4 | 5  | 23 | 24 | −1   | Liguilla de Copa      |
| 7    | Alacranes de Durango              | 21   | 15 | 5  | 6 | 4  | 15 | 17 | −2   | Liguilla de Copa      |
| 8    | Murciélagos                       | 21   | 15 | 5  | 4 | 6  | 18 | 21 | −3   | Liguilla de Copa      |
| 9    | Cimarrones de Sonora              | 20   | 15 | 6  | 2 | 7  | 16 | 19 | −3   |                       |
| 10   | Águilas Reales de Zacatecas       | 19   | 15 | 6  | 1 | 8  | 10 | 18 | −8   |                       |
| 11   | Correcaminos de la UAT "B" (D)    | 17   | 15 | 4  | 4 | 7  | 18 | 21 | −3   | Descenso de Categoría |
| 12   | Vaqueros de Ixtlán                | 17   | 15 | 5  | 2 | 8  | 10 | 20 | −10  |                       |
| 13   | Dorados UACH                      | 16   | 15 | 3  | 5 | 7  | 16 | 24 | −8   |                       |
| 14   | Cachorros de la U. de G.          | 14   | 15 | 3  | 4 | 8  | 12 | 20 | −8   |                       |
| 15   | Bravos de Nuevo Laredo            | 13   | 15 | 4  | 1 | 10 | 13 | 23 | −10  |                       |
| 16   | Reynosa F.C.                      | 12   | 15 | 2  | 6 | 7  | 13 | 20 | −7   |                       |

 Fuente: SoccerWay

### Grupo 2
| Pos. | Equipo                               | Pts. | PJ | G | E | P | GF | GC | Dif. | Clasificación         |
| ---- | ------------------------------------ | ---- | -- | - | - | - | -- | -- | ---- | --------------------- |
| 1    | Cruz Azul Jasso                      | 27   | 14 | 8 | 2 | 4 | 19 | 12 | +7   | Liguilla de Copa      |
| 2    | C.D. Irapuato                        | 27   | 14 | 7 | 3 | 4 | 19 | 12 | +7   | Liguilla de Copa      |
| 3    | Real Cuautitlán                      | 25   | 14 | 6 | 5 | 3 | 22 | 19 | +3   | Liguilla de ascenso   |
| 4    | Orizaba                              | 25   | 14 | 6 | 5 | 3 | 14 | 12 | +2   | Liguilla de ascenso   |
| 5    | Atlético Coatzacoalcos (C)           | 22   | 14 | 6 | 4 | 4 | 19 | 12 | +7   | Liguilla de ascenso   |
| 6    | Atlético Veracruz                    | 22   | 14 | 6 | 3 | 5 | 11 | 15 | −4   | Liguilla de Copa      |
| 7    | Delfines del Carmen "B"              | 21   | 14 | 6 | 3 | 5 | 18 | 20 | −2   | Liguilla de Copa      |
| 8    | Potros UAEM                          | 20   | 14 | 5 | 5 | 4 | 17 | 15 | +2   | Liguilla de ascenso   |
| 9    | Inter Playa del Carmen               | 20   | 14 | 5 | 3 | 6 | 16 | 19 | −3   |                       |
| 10   | Linces de Tlaxcala                   | 19   | 14 | 5 | 3 | 6 | 25 | 19 | +6   |                       |
| 11   | Ocelotes UNACH                       | 16   | 14 | 3 | 5 | 6 | 16 | 18 | −2   |                       |
| 12   | Teca Universidad Tecnológica de Neza | 15   | 14 | 3 | 6 | 5 | 15 | 17 | −2   |                       |
| 13   | Patriotas de Córdoba                 | 14   | 14 | 2 | 6 | 6 | 17 | 24 | −7   | Descenso de Categoría |
| 14   | Tampico Madero                       | 14   | 14 | 3 | 5 | 6 | 11 | 19 | −8   |                       |
| 15   | Tuzos de la UAZ                      | 13   | 14 | 3 | 4 | 7 | 12 | 18 | −6   |                       |

 Fuente: SoccerWay

## Tabla general
| Pos. | Equipo                               | Pts. | PJ | G  | E | P  | GF | GC | Dif. | Clasificación         |
| ---- | ------------------------------------ | ---- | -- | -- | - | -- | -- | -- | ---- | --------------------- |
| 1    | Loros de la Universidad de Colima    | 39   | 15 | 11 | 3 | 1  | 36 | 11 | +25  | Liguilla de ascenso   |
| 2    | Unión de Curtidores                  | 32   | 15 | 8  | 3 | 4  | 30 | 14 | +16  | Liguilla de ascenso   |
| 3    | Deportivo Tepic                      | 32   | 15 | 8  | 5 | 2  | 17 | 5  | +12  | Liguilla de ascenso   |
| 4    | Deportivo de los Altos               | 32   | 15 | 10 | 2 | 3  | 20 | 9  | +11  | Liguilla de ascenso   |
| 5    | Cruz Azul Jasso                      | 27   | 14 | 8  | 2 | 4  | 19 | 12 | +7   | Liguilla de Copa      |
| 6    | C.D. Irapuato                        | 27   | 14 | 7  | 3 | 4  | 19 | 12 | +7   | Liguilla de Copa      |
| 7    | Estudiantes Tecos "B"                | 26   | 15 | 8  | 1 | 6  | 16 | 16 | 0    | Liguilla de Copa      |
| 8    | Real Cuautitlán                      | 25   | 14 | 6  | 5 | 3  | 22 | 19 | +3   | Liguilla de ascenso   |
| 9    | Orizaba                              | 25   | 14 | 6  | 5 | 3  | 14 | 12 | +2   | Liguilla de ascenso   |
| 10   | Indios UACJ                          | 23   | 15 | 6  | 4 | 5  | 23 | 24 | −1   | Liguilla de Copa      |
| 11   | Atlético Coatzacoalcos (C)           | 22   | 14 | 6  | 4 | 4  | 19 | 12 | +7   | Liguilla de ascenso   |
| 12   | Atlético Veracruz                    | 22   | 14 | 6  | 3 | 5  | 11 | 15 | −4   | Liguilla de Copa      |
| 13   | Delfines del Carmen "B"              | 21   | 14 | 6  | 3 | 5  | 18 | 20 | −2   | Liguilla de Copa      |
| 14   | Alacranes de Durango                 | 21   | 15 | 5  | 6 | 4  | 15 | 17 | −2   | Liguilla de Copa      |
| 15   | Murciélagos                          | 21   | 15 | 5  | 4 | 6  | 18 | 21 | −3   | Liguilla de Copa      |
| 16   | Potros UAEM                          | 20   | 14 | 5  | 5 | 4  | 17 | 15 | +2   | Liguilla de ascenso   |
| 17   | Cimarrones de Sonora                 | 20   | 15 | 6  | 2 | 7  | 16 | 19 | −3   |                       |
| 18   | Inter Playa del Carmen               | 20   | 14 | 5  | 3 | 6  | 16 | 19 | −3   |                       |
| 19   | Linces de Tlaxcala                   | 19   | 14 | 5  | 3 | 6  | 25 | 19 | +6   |                       |
| 20   | Águilas Reales de Zacatecas          | 19   | 15 | 6  | 1 | 8  | 10 | 18 | −8   |                       |
| 21   | Correcaminos de la UAT "B" (D)       | 17   | 15 | 4  | 4 | 7  | 18 | 21 | −3   | Descenso de Categoría |
| 22   | Vaqueros de Ixtlán                   | 17   | 15 | 5  | 2 | 8  | 10 | 20 | −10  |                       |
| 23   | Ocelotes UNACH                       | 16   | 14 | 3  | 5 | 6  | 16 | 18 | −2   |                       |
| 24   | Dorados UACH                         | 16   | 15 | 3  | 5 | 7  | 16 | 24 | −8   |                       |
| 25   | Teca Universidad Tecnológica de Neza | 15   | 14 | 3  | 6 | 5  | 15 | 17 | −2   |                       |
| 26   | Patriotas de Córdoba                 | 14   | 14 | 2  | 6 | 6  | 17 | 24 | −7   | Descenso de Categoría |
| 27   | Cachorros de la U. de G.             | 14   | 15 | 3  | 4 | 8  | 12 | 20 | −8   |                       |
| 28   | Tampico Madero                       | 14   | 14 | 3  | 5 | 6  | 11 | 19 | −8   |                       |
| 29   | Tuzos de la UAZ                      | 13   | 14 | 3  | 4 | 7  | 12 | 18 | −6   |                       |
| 30   | Bravos de Nuevo Laredo               | 13   | 15 | 4  | 1 | 10 | 13 | 23 | −10  |                       |
| 31   | Reynosa F.C.                         | 12   | 15 | 2  | 6 | 7  | 13 | 20 | −7   |                       |

 Fuente: SoccerWay

## Torneo Regular
- Los horarios son correspondientes al Tiempo del Centro de México (UTC-6 y UTC-5 en horario de verano).

| Jornada 1              | Jornada 1 | Jornada 1               | Jornada 1                             | Jornada 1   | Jornada 1   | Jornada 1 | Jornada 1 | Jornada 1 | Jornada 1 | Jornada 1 |
| Grupo A                | Grupo A   | Grupo A                 | Grupo A                               | Grupo A     | Grupo A     | Grupo A   | Grupo A   | Grupo A   | Grupo A   | Grupo A   |
| Local                  | Resultado | Visitante               | Estadio                               | Fecha       | Hora        |           |           |           |           |           |
| ---------------------- | --------- | ----------------------- | ------------------------------------- | ----------- | ----------- | --------- | --------- | --------- | --------- | --------- |
| Vaqueros de Ameca      | 1 - 0     | Correcaminos UAT "B"    | Núcleo Deportivo y de Espectáculos    | 10 de enero | 16:00       |           |           |           |           |           |
| Deportivo Tepic        | 0 - 0     | Deportivo de Los Altos  | Arena Cora                            | 10 de enero | 21:30       |           |           |           |           |           |
| Estudiantes Tecos "B"  | 2 - 1     | Bravos                  | Tres de Marzo                         | 11 de enero | 11:00       |           |           |           |           |           |
| Durango                | 2 - 1     | Indios UACJ             | Francisco Zarco                       | 11 de enero | 15:00       |           |           |           |           |           |
| Reynosa F.C.           | 2 - 0     | Cachorros U. de G.      | Unidad Deportiva Solidaridad          | 11 de enero | 15:30       |           |           |           |           |           |
| Cimarrones de Sonora   | 1 - 0     | Águilas Reales          | Héroe de Nacozari                     | 11 de enero | 16:00       |           |           |           |           |           |
| Loros U. de Colima     | 4 - 2     | Dorados UACH            | Olímpico Universitario de Colima      | 11 de enero | 16:00       |           |           |           |           |           |
| Unión de Curtidores    | 4 - 1     | Murciélagos F.C.        | León                                  | 12 de enero | 12:00       |           |           |           |           |           |
| Grupo B                |           |                         |                                       |             |             |           |           |           |           |           |
| Local                  | Resultado | Visitante               | Estadio                               | Fecha       | Hora        |           |           |           |           |           |
| Potros UAEM            | 2 - 0     | Teca UTN                | Universitario Alberto "Chivo" Córdoba | 10 de enero | 16:00       |           |           |           |           |           |
| Tuzos UAZ              | 2 - 3     | Real Cuautitlán         | Francisco Villa                       | 10 de enero | 20:15       |           |           |           |           |           |
| Cruz Azul Jasso        | 0 - 0     | Atlético Veracruz       | 10 de diciembre                       | 11 de enero | 11:00       |           |           |           |           |           |
| Ocelotes UNACH         | 1 - 0     | Linces de Tlaxcala      | Olímpico de Tapachula                 | 11 de enero | 15:00       |           |           |           |           |           |
| Atlético Coatzacoalcos | 3 - 0     | Delfines del Carmen "B" | Rafael Hernández Ochoa                | 11 de enero | 17:00       |           |           |           |           |           |
| Tampico Madero         | 0 - 1     | Orizaba                 | Tamaulipas                            | 11 de enero | 20:00       |           |           |           |           |           |
| C.D. Irapuato          | 3 - 1     | Patriotas de Córdoba    | Corregidora                           | 26 de marzo | 12:00       |           |           |           |           |           |
| DESCANSO:              | DESCANSO: | DESCANSO:               | Inter Playa                           | Inter Playa | Inter Playa |           |           |           |           |           |

| Jornada 2               | Jornada 2 | Jornada 2              | Jornada 2                         | Jornada 2   | Jornada 2 | Jornada 2 | Jornada 2 | Jornada 2 | Jornada 2 | Jornada 2 |
| Grupo A                 | Grupo A   | Grupo A                | Grupo A                           | Grupo A     | Grupo A   | Grupo A   | Grupo A   | Grupo A   | Grupo A   | Grupo A   |
| Local                   | Resultado | Visitante              | Estadio                           | Fecha       | Hora      |           |           |           |           |           |
| ----------------------- | --------- | ---------------------- | --------------------------------- | ----------- | --------- | --------- | --------- | --------- | --------- | --------- |
| Bravos                  | 1 - 0     | Unión de Curtidores    | Unidad Deportiva Benito Juárez    | 17 de enero | 19:00     |           |           |           |           |           |
| Dorados UACH            | 2 - 0     | Cimarrones de Sonora   | Olímpico UACH                     | 17 de enero | 20:00     |           |           |           |           |           |
| Murciélagos F.C.        | 0 - 0     | Reynosa F.C.           | Coloso del Dique                  | 17 de enero | 21:05     |           |           |           |           |           |
| Cachorros U. de G.      | 1 - 3     | Loros U. de Colima     | Jalisco                           | 18 de enero | 12:00     |           |           |           |           |           |
| Águilas Reales          | 0 - 1     | Deportivo Tepic        | Francisco Villa                   | 18 de enero | 15:00     |           |           |           |           |           |
| Deportivo de Los Altos  | 1 - 0     | Vaqueros de Ameca      | Las Ánimas                        | 18 de enero | 16:00     |           |           |           |           |           |
| Correcaminos UAT "B"    | 0 - 1     | Durango                | Eugenio Alvizo Porras             | 19 de enero | 12:00     |           |           |           |           |           |
| Indios UACJ             | 3 - 0     | Estudiantes Tecos "B"  | Olímpico Benito Juárez            | 19 de enero | 13:00     |           |           |           |           |           |
| Grupo B                 |           |                        |                                   |             |           |           |           |           |           |           |
| Local                   | Resultado | Visitante              | Estadio                           | Fecha       | Hora      |           |           |           |           |           |
| Delfines del Carmen "B" | 1 - 1     | Tampico Madero         | Unidad Deportiva Campus II UNACAR | 17 de enero | 20:00     |           |           |           |           |           |
| Linces de Tlaxcala      | 1 - 2     | Cruz Azul Jasso        | Tlahuicole                        | 18 de enero | 15:00     |           |           |           |           |           |
| Inter Playa             | 0 - 1     | Potros UAEM            | Mario Villanueva Madrid           | 18 de enero | 15:00     |           |           |           |           |           |
| Real Cuautitlán         | 3 - 1     | Ocelotes UNACH         | Los Pinos                         | 18 de enero | 15:00     |           |           |           |           |           |
| Atlético Veracruz       | 1 - 0     | Atlético Coatzacoalcos | Luis "Pirata" Fuente              | 19 de enero | 11:00     |           |           |           |           |           |
| Teca UTN                | 1 - 2     | C.D. Irapuato          | Neza 86                           | 19 de enero | 12:00     |           |           |           |           |           |
| Patriotas de Córdoba    | 2 - 2     | Tuzos UAZ              | Rafael Murillo Vidal              | 1 de abril  | 20:00     |           |           |           |           |           |
| DESCANSO:               | DESCANSO: | DESCANSO:              | Orizaba                           | Orizaba     | Orizaba   |           |           |           |           |           |

| Jornada 3              | Jornada 3 | Jornada 3              | Jornada 3                             | Jornada 3               | Jornada 3               | Jornada 3 | Jornada 3 | Jornada 3 | Jornada 3 | Jornada 3 |
| Grupo A                | Grupo A   | Grupo A                | Grupo A                               | Grupo A                 | Grupo A                 | Grupo A   | Grupo A   | Grupo A   | Grupo A   | Grupo A   |
| Local                  | Resultado | Visitante              | Estadio                               | Fecha                   | Hora                    |           |           |           |           |           |
| ---------------------- | --------- | ---------------------- | ------------------------------------- | ----------------------- | ----------------------- | --------- | --------- | --------- | --------- | --------- |
| Vaqueros de Ameca      | 2 - 1     | Águilas Reales         | Núcleo Deportivo y de Espectáculos    | 24 de enero             | 16:00                   |           |           |           |           |           |
| Deportivo Tepic        | 1 - 0     | Cimarrones de Sonora   | Arena Cora                            | 24 de enero             | 21:30                   |           |           |           |           |           |
| Estudiantes Tecos "B"  | 2 - 1     | Correcaminos UAT "B"   | Tres de Marzo                         | 25 de enero             | 11:00                   |           |           |           |           |           |
| Cachorros U. de G.     | 1 - 1     | Dorados UACH           | Jalisco                               | 25 de enero             | 12:00                   |           |           |           |           |           |
| Durango                | 2 - 3     | Deportivo de Los Altos | Francisco Zarco                       | 25 de enero             | 15:00                   |           |           |           |           |           |
| Reynosa F.C.           | 1 - 1     | Bravos                 | Unidad Deportiva Solidaridad          | 25 de enero             | 15:30                   |           |           |           |           |           |
| Loros U. de Colima     | 2 - 2     | Murciélagos F.C.       | Olímpico Universitario de Colima      | 25 de enero             | 16:00                   |           |           |           |           |           |
| Unión de Curtidores    | 5 - 1     | Indios UACJ            | León                                  | 26 de enero             | 12:00                   |           |           |           |           |           |
| Grupo B                |           |                        |                                       |                         |                         |           |           |           |           |           |
| Local                  | Resultado | Visitante              | Estadio                               | Fecha                   | Hora                    |           |           |           |           |           |
| Potros UAEM            | 3 - 1     | Orizaba                | Universitario Alberto "Chivo" Córdoba | 24 de enero             | 16:00                   |           |           |           |           |           |
| Tuzos UAZ              | 0 - 0     | Teca UTN               | Francisco Villa                       | 24 de enero             | 20:15                   |           |           |           |           |           |
| Cruz Azul Jasso        | 1 - 1     | Ocelotes UNACH         | 10 de diciembre                       | 25 de enero             | 11:00                   |           |           |           |           |           |
| C.D. Irapuato          | 2 - 0     | Inter Playa            | Corregidora                           | 25 de enero             | 15:00                   |           |           |           |           |           |
| Patriotas de Córdoba   | 1 - 1     | Real Cuautitlán        | Rafael Murillo Vidal                  | 25 de enero             | 16:00                   |           |           |           |           |           |
| Atlético Coatzacoalcos | 2 - 1     | Linces de Tlaxcala     | Rafael Hernández Ochoa                | 25 de enero             | 17:00                   |           |           |           |           |           |
| Tampico Madero         | 1 - 0     | Atlético Veracruz      | Tamaulipas                            | 25 de enero             | 20:00                   |           |           |           |           |           |
| DESCANSO:              | DESCANSO: | DESCANSO:              | Delfines del Carmen "B"               | Delfines del Carmen "B" | Delfines del Carmen "B" |           |           |           |           |           |

| Jornada 4               | Jornada 4 | Jornada 4              | Jornada 4                         | Jornada 4         | Jornada 4         | Jornada 4 | Jornada 4 | Jornada 4 | Jornada 4 | Jornada 4 |
| Grupo A                 | Grupo A   | Grupo A                | Grupo A                           | Grupo A           | Grupo A           | Grupo A   | Grupo A   | Grupo A   | Grupo A   | Grupo A   |
| Local                   | Resultado | Visitante              | Estadio                           | Fecha             | Hora              |           |           |           |           |           |
| ----------------------- | --------- | ---------------------- | --------------------------------- | ----------------- | ----------------- | --------- | --------- | --------- | --------- | --------- |
| Bravos                  | 2 - 1     | Loros U. de Colima     | Unidad Deportiva Benito Juárez    | 31 de enero       | 19:00             |           |           |           |           |           |
| Dorados UACH            | 1 - 1     | Deportivo Tepic        | Olímpico UACH                     | 31 de enero       | 20:00             |           |           |           |           |           |
| Cimarrones de Sonora    | 1 - 0     | Vaqueros de Ameca      | Héroe de Nacozari                 | 31 de enero       | 21:00             |           |           |           |           |           |
| Murciélagos F.C.        | 0 - 2     | Cachorros U. de G.     | Coloso del Dique                  | 31 de enero       | 21:05             |           |           |           |           |           |
| Águilas Reales          | 1 - 0     | Durango                | Francisco Villa                   | 1 de febrero      | 15:00             |           |           |           |           |           |
| Deportivo de Los Altos  | 1 - 0     | Estudiantes Tecos "B"  | Las Ánimas                        | 1 de febrero      | 16:00             |           |           |           |           |           |
| Correcaminos UAT "B"    | 0 - 4     | Unión de Curtidores    | Eugenio Alvizo Porras             | 2 de febrero      | 12:00             |           |           |           |           |           |
| Indios UACJ             | 1 - 1     | Reynosa F.C.           | Olímpico Benito Juárez            | 2 de febrero      | 13:00             |           |           |           |           |           |
| Grupo B                 |           |                        |                                   |                   |                   |           |           |           |           |           |
| Local                   | Resultado | Visitante              | Estadio                           | Fecha             | Hora              |           |           |           |           |           |
| Delfines del Carmen "B" | 3 - 2     | Potros UAEM            | Unidad Deportiva Campus II UNACAR | 31 de enero       | 20:00             |           |           |           |           |           |
| Orizaba                 | 0 - 0     | C.D. Irapuato          | Socum                             | 1 de febrero      | 12:00             |           |           |           |           |           |
| Ocelotes UNACH          | 2 - 2     | Atlético Coatzacoalcos | Olímpico de Tapachula             | 1 de febrero      | 15:00             |           |           |           |           |           |
| Inter Playa             | 3 - 2     | Tuzos UAZ              | Mario Villanueva Madrid           | 1 de febrero      | 15:00             |           |           |           |           |           |
| Real Cuautitlán         | 2 - 1     | Cruz Azul Jasso        | Los Pinos                         | 1 de febrero      | 15:00             |           |           |           |           |           |
| Linces de Tlaxcala      | 4 - 1     | Tampico Madero         | Tlahuicole                        | 1 de febrero      | 16:00             |           |           |           |           |           |
| Teca UTN                | 3 - 0     | Patriotas de Córdoba   | Neza 86                           | 2 de febrero      | 12:00             |           |           |           |           |           |
| DESCANSO:               | DESCANSO: | DESCANSO:              | Atlético Veracruz                 | Atlético Veracruz | Atlético Veracruz |           |           |           |           |           |

| Jornada 5              | Jornada 5 | Jornada 5               | Jornada 5                             | Jornada 5          | Jornada 5          | Jornada 5 | Jornada 5 | Jornada 5 | Jornada 5 | Jornada 5 |
| Grupo A                | Grupo A   | Grupo A                 | Grupo A                               | Grupo A            | Grupo A            | Grupo A   | Grupo A   | Grupo A   | Grupo A   | Grupo A   |
| Local                  | Resultado | Visitante               | Estadio                               | Fecha              | Hora               |           |           |           |           |           |
| ---------------------- | --------- | ----------------------- | ------------------------------------- | ------------------ | ------------------ | --------- | --------- | --------- | --------- | --------- |
| Cachorros U. de G.     | 2 - 0     | Bravos                  | Jalisco                               | 7 de febrero       | 12:00              |           |           |           |           |           |
| Vaqueros de Ameca      | 0 - 2     | Deportivo Tepic         | Núcleo Deportivo y de Espectáculos    | 7 de febrero       | 16:00              |           |           |           |           |           |
| Murciélagos F.C.       | 1 - 3     | Dorados UACH            | Coloso del Dique                      | 7 de febrero       | 21:05              |           |           |           |           |           |
| Estudiantes Tecos "B"  | 1 - 0     | Águilas Reales          | Tres de Marzo                         | 8 de febrero       | 12.00              |           |           |           |           |           |
| Durango                | 1 - 1     | Cimarrones de Sonora    | Francisco Zarco                       | 8 de febrero       | 15:00              |           |           |           |           |           |
| Reynosa F.C.           | 1 - 1     | Correcaminos UAT "B"    | Unidad Deportiva Solidaridad          | 8 de febrero       | 15:30              |           |           |           |           |           |
| Loros U. de Colima     | 6 - 0     | Indios UACJ             | Olímpico Universitario de Colima      | 8 de febrero       | 16:00              |           |           |           |           |           |
| Unión de Curtidores    | 0 - 1     | Deportivo de Los Altos  | León                                  | 9 de febrero       | 12:00              |           |           |           |           |           |
| Grupo B                |           |                         |                                       |                    |                    |           |           |           |           |           |
| Local                  | Resultado | Visitante               | Estadio                               | Fecha              | Hora               |           |           |           |           |           |
| Potros UAEM            | 1 - 3     | Atlético Veracruz       | Universitario Alberto "Chivo" Córdoba | 7 de febrero       | 16:00              |           |           |           |           |           |
| Tuzos UAZ              | 2 - 0     | Orizaba                 | Francisco Villa                       | 7 de febrero       | 20:15              |           |           |           |           |           |
| Patriotas de Córdoba   | 3 - 0     | Inter Playa             | Rafael Murillo Vidal                  | 8 de febrero       | 16:00              |           |           |           |           |           |
| Atlético Coatzacoalcos | 1 - 0     | Cruz Azul Jasso         | Rafael Hernández Ochoa                | 8 de febrero       | 17:00              |           |           |           |           |           |
| Tampico Madero         | 1 - 0     | Ocelotes UNACH          | Tamaulipas                            | 8 de febrero       | 20:00              |           |           |           |           |           |
| Teca UTN               | 2 - 2     | Real Cuautitlán         | Neza 86                               | 9 de febrero       | 12:00              |           |           |           |           |           |
| C.D. Irapuato          | 3 - 0     | Delfines del Carmen "B" | Corregidora                           | 10 de febrero      | 15:00              |           |           |           |           |           |
| DESCANSO:              | DESCANSO: | DESCANSO:               | Linces de Tlaxcala                    | Linces de Tlaxcala | Linces de Tlaxcala |           |           |           |           |           |

| Jornada 6               | Jornada 6 | Jornada 6              | Jornada 6                         | Jornada 6      | Jornada 6      | Jornada 6 | Jornada 6 | Jornada 6 | Jornada 6 | Jornada 6 |
| Grupo A                 | Grupo A   | Grupo A                | Grupo A                           | Grupo A        | Grupo A        | Grupo A   | Grupo A   | Grupo A   | Grupo A   | Grupo A   |
| Local                   | Resultado | Visitante              | Estadio                           | Fecha          | Hora           |           |           |           |           |           |
| ----------------------- | --------- | ---------------------- | --------------------------------- | -------------- | -------------- | --------- | --------- | --------- | --------- | --------- |
| Bravos                  | 0 - 1     | Murciélagos F.C.       | Unidad Deportiva Benito Juárez    | 14 de febrero  | 19:00          |           |           |           |           |           |
| Dorados UACH            | 0 - 1     | Vaqueros de Ameca      | Olímpico UACH                     | 14 de febrero  | 20:00          |           |           |           |           |           |
| Cimarrones de Sonora    | 1 - 0     | Estudiantes Tecos "B"  | Héroe de Nacozari                 | 14 de febrero  | 21:00          |           |           |           |           |           |
| Deportivo Tepic         | 3 - 0     | Durango                | Arena Cora                        | 14 de febrero  | 21:30          |           |           |           |           |           |
| Águilas Reales          | 2 - 2     | Unión de Curtidores    | Francisco Villa                   | 15 de febrero  | 15:00          |           |           |           |           |           |
| Deportivo de Los Altos  | 3 - 0     | Reynosa F.C.           | Las Ánimas                        | 15 de febrero  | 16:00          |           |           |           |           |           |
| Correcaminos UAT "B"    | 1 - 3     | Loros U. de Colima     | Eugenio Alvizo Porras             | 16 de febrero  | 12:00          |           |           |           |           |           |
| Indios UACJ             | 1 - 1     | Cachorros U. de G.     | Olímpico Benito Juárez            | 16 de febrero  | 13:00          |           |           |           |           |           |
| Grupo B                 |           |                        |                                   |                |                |           |           |           |           |           |
| Local                   | Resultado | Visitante              | Estadio                           | Fecha          | Hora           |           |           |           |           |           |
| Delfines del Carmen "B" | 1 - 0     | Tuzos UAZ              | Unidad Deportiva Campus II UNACAR | 14 de febrero  | 20:00          |           |           |           |           |           |
| Cruz Azul Jasso         | 3 - 1     | Tampico Madero         | 10 de diciembre                   | 15 de febrero  | 11:00          |           |           |           |           |           |
| Orizaba                 | 1 - 0     | Patriotas de Córdoba   | Socum                             | 15 de febrero  | 12:00          |           |           |           |           |           |
| Linces de Tlaxcala      | 2 - 0     | Potros UAEM            | Tlahuicole                        | 15 de febrero  | 15:00          |           |           |           |           |           |
| Inter Playa             | 2 - 2     | Teca UTN               | Mario Villanueva Madrid           | 15 de febrero  | 15:00          |           |           |           |           |           |
| Real Cuautitlán         | 1 - 0     | Atlético Coatzacoalcos | Los Pinos                         | 15 de febrero  | 16:00          |           |           |           |           |           |
| Atlético Veracruz       | 1 - 0     | C.D. Irapuato          | Luis "Pirata" Fuente              | 16 de febrero  | 11:00          |           |           |           |           |           |
| DESCANSO:               | DESCANSO: | DESCANSO:              | Ocelotes UNACH                    | Ocelotes UNACH | Ocelotes UNACH |           |           |           |           |           |

| Jornada 7             | Jornada 7 | Jornada 7               | Jornada 7                             | Jornada 7       | Jornada 7       | Jornada 7 | Jornada 7 | Jornada 7 | Jornada 7 | Jornada 7 |
| Grupo A               | Grupo A   | Grupo A                 | Grupo A                               | Grupo A         | Grupo A         | Grupo A   | Grupo A   | Grupo A   | Grupo A   | Grupo A   |
| Local                 | Resultado | Visitante               | Estadio                               | Fecha           | Hora            |           |           |           |           |           |
| --------------------- | --------- | ----------------------- | ------------------------------------- | --------------- | --------------- | --------- | --------- | --------- | --------- | --------- |
| Cachorros U. de G.    | 1 - 1     | Correcaminos UAT "B"    | Jalisco                               | 21 de febrero   | 12:00           |           |           |           |           |           |
| Bravos                | 3 - 1     | Dorados UACH            | Unidad Deportiva Benito Juárez        | 21 de febrero   | 19:00           |           |           |           |           |           |
| Murciélagos F.C.      | 3 - 0     | Indios UACJ             | Coloso del Dique                      | 21 de febrero   | 21:05           |           |           |           |           |           |
| Estudiantes Tecos "B" | 0 - 2     | Deportivo Tepic         | Tres de Marzo                         | 22 de febrero   | 11:00           |           |           |           |           |           |
| Durango               | 0 - 0     | Vaqueros de Ameca       | Francisco Zarco                       | 22 de febrero   | 15:00           |           |           |           |           |           |
| Reynosa F.C.          | 4 - 0     | Águilas Reales          | Unidad Deportiva Solidaridad          | 22 de febrero   | 15:30           |           |           |           |           |           |
| Loros U. de Colima    | 0 - 0     | Deportivo de Los Altos  | Olímpico Universitario de Colima      | 22 de febrero   | 16:00           |           |           |           |           |           |
| Unión de Curtidores   | 2 - 0     | Cimarrones de Sonora    | León                                  | 23 de febrero   | 12:00           |           |           |           |           |           |
| Grupo B               |           |                         |                                       |                 |                 |           |           |           |           |           |
| Local                 | Resultado | Visitante               | Estadio                               | Fecha           | Hora            |           |           |           |           |           |
| Patriotas de Córdoba  | 3 - 2     | Delfines del Carmen "B" | Rafael Murillo Vidal                  | 21 de febrero   | 15:00           |           |           |           |           |           |
| Potros UAEM           | 1 - 1     | Ocelotes UNACH          | Universitario Alberto "Chivo" Córdoba | 21 de febrero   | 16:00           |           |           |           |           |           |
| Tuzos UAZ             | 1 - 1     | Atlético Veracruz       | Francisco Villa                       | 21 de febrero   | 16:00           |           |           |           |           |           |
| C.D. Irapuato         | 3 - 0     | Linces de Tlaxcala      | Corregidora                           | 22 de febrero   | 15:00           |           |           |           |           |           |
| Inter Playa           | 2 - 1     | Real Cuautitlán         | Mario Villanueva Madrid               | 22 de febrero   | 15:00           |           |           |           |           |           |
| Tampico Madero        | 1 - 2     | Atlético Coatzacoalcos  | Tamaulipas                            | 22 de febrero   | 20:00           |           |           |           |           |           |
| Teca UTN              | 0 - 0     | Orizaba                 | Neza 86                               | 23 de febrero   | 12:00           |           |           |           |           |           |
| DESCANSO:             | DESCANSO: | DESCANSO:               | Cruz Azul Jasso                       | Cruz Azul Jasso | Cruz Azul Jasso |           |           |           |           |           |

| Jornada 8               | Jornada 8 | Jornada 8             | Jornada 8                          | Jornada 8              | Jornada 8              | Jornada 8 | Jornada 8 | Jornada 8 | Jornada 8 |
| Grupo A                 | Grupo A   | Grupo A               | Grupo A                            | Grupo A                | Grupo A                | Grupo A   | Grupo A   | Grupo A   | Grupo A   |
| Local                   | Resultado | Visitante             | Estadio                            | Fecha                  | Hora                   |           |           |           |           |
| ----------------------- | --------- | --------------------- | ---------------------------------- | ---------------------- | ---------------------- | --------- | --------- | --------- | --------- |
| Vaqueros de Ameca       | 1 - 2     | Estudiantes Tecos "B" | Núcleo Deportivo y de Espectáculos | 28 de febrero          | 16:00                  |           |           |           |           |
| Dorados UACH            | 0 - 0     | Durango               | Olímpico UACH                      | 28 de febrero          | 20:00                  |           |           |           |           |
| Cimarrones de Sonora    | 3 - 1     | Reynosa F.C.          | Héroe de Nacozari                  | 28 de febrero          | 21:00                  |           |           |           |           |
| Deportivo Tepic         | 1 - 0     | Unión de Curtidores   | Arena Cora                         | 28 de febrero          | 21:30                  |           |           |           |           |
| Águilas Reales          | 0 - 3     | Loros U. de Colima    | Francisco Villa                    | 1 de marzo             | 15:00                  |           |           |           |           |
| Deportivo de Los Altos  | 1 - 0     | Cachorros U. de G.    | Las Ánimas                         | 1 de marzo             | 16:00                  |           |           |           |           |
| Correcaminos UAT "B"    | 2 - 2     | Murciélagos F.C.      | Eugenio Alvizo Porras              | 2 de marzo             | 12:00                  |           |           |           |           |
| Indios UACJ             | 2 - 1     | Bravos                | Olímpico Benito Juárez             | 2 de marzo             | 13:00                  |           |           |           |           |
| Grupo B                 |           |                       |                                    |                        |                        |           |           |           |           |
| Local                   | Resultado | Visitante             | Estadio                            | Fecha                  | Hora                   |           |           |           |           |
| Delfines del Carmen "B" | 2 - 0     | Teca UTN              | Unidad Deportiva Campus II UNACAR  | 28 de febrero          | 20:00                  |           |           |           |           |
| Cruz Azul Jasso         | 3 - 1     | Potros UAEM           | 10 de diciembre                    | 1 de marzo             | 11:00                  |           |           |           |           |
| Orizaba                 | 1 - 0     | Inter Playa           | Socum                              | 1 de marzo             | 12:00                  |           |           |           |           |
| Ocelotes UNACH          | 0 - 1     | C.D. Irapuato         | Olímpico de Tapachula              | 1 de marzo             | 15:00                  |           |           |           |           |
| Linces de Tlaxcala      | 1 - 1     | Tuzos UAZ             | Tlahuicole                         | 1 de marzo             | 15:00                  |           |           |           |           |
| Real Cuautitlán         | 1 - 1     | Tampico Madero        | Los Pinos                          | 1 de marzo             | 16:00                  |           |           |           |           |
| Atlético Veracruz       | 2 - 1     | Patriotas de Córdoba  | Luis "Pirata" Fuente               | 2 de marzo             | 11:00                  |           |           |           |           |
| DESCANSO:               | DESCANSO: | DESCANSO:             | Atlético Coatzacoalcos             | Atlético Coatzacoalcos | Atlético Coatzacoalcos |           |           |           |           |

| Jornada 9             | Jornada 9 | Jornada 9               | Jornada 9                             | Jornada 9      | Jornada 9      | Jornada 9 | Jornada 9 | Jornada 9 | Jornada 9 | Jornada 9 |
| Grupo A               | Grupo A   | Grupo A                 | Grupo A                               | Grupo A        | Grupo A        | Grupo A   | Grupo A   | Grupo A   | Grupo A   | Grupo A   |
| Local                 | Resultado | Visitante               | Estadio                               | Fecha          | Hora           |           |           |           |           |           |
| --------------------- | --------- | ----------------------- | ------------------------------------- | -------------- | -------------- | --------- | --------- | --------- | --------- | --------- |
| Cachorros U. de G.    | 0 - 1     | Águilas Reales          | Jalisco                               | 7 de marzo     | 12:00          |           |           |           |           |           |
| Bravos                | 0 - 2     | Correcaminos UAT "B"    | Unidad Deportiva Benito Juárez        | 7 de marzo     | 19:00          |           |           |           |           |           |
| Murciélagos F.C.      | 1 - 0     | Deportivo de Los Altos  | Coloso del Dique                      | 7 de marzo     | 21:05          |           |           |           |           |           |
| Cimarrones de Sonora  | 0 - 1     | Loros U. de Colima      | Héroe de Nacozari                     | 7 de marzo     | 21:10          |           |           |           |           |           |
| Estudiantes Tecos "B" | 3 - 1     | Durango                 | Tres de Marzo                         | 8 de marzo     | 11:00          |           |           |           |           |           |
| Reynosa F.C.          | 1 - 3     | Deportivo Tepic         | Unidad Deportiva Solidaridad          | 8 de marzo     | 15:30          |           |           |           |           |           |
| Unión de Curtidores   | 2 - 0     | Vaqueros de Ameca       | León                                  | 9 de marzo     | 12:00          |           |           |           |           |           |
| Indios UACJ           | 2 - 1     | Dorados UACH            | Olímpico Benito Juárez                | 9 de marzo     | 12:00          |           |           |           |           |           |
| Grupo B               |           |                         |                                       |                |                |           |           |           |           |           |
| Local                 | Resultado | Visitante               | Estadio                               | Fecha          | Hora           |           |           |           |           |           |
| Patriotas de Córdoba  | 0 - 0     | Linces de Tlaxcala      | Rafael Murillo Vidal                  | 7 de marzo     | 15:00          |           |           |           |           |           |
| Potros UAEM           | 1 - 0     | Atlético Coatzacoalcos  | Universitario Alberto "Chivo" Córdoba | 7 de marzo     | 16:00          |           |           |           |           |           |
| Tuzos UAZ             | 1 - 0     | Ocelotes UNACH          | Francisco Villa                       | 7 de marzo     | 16:00          |           |           |           |           |           |
| Orizaba               | 1 - 1     | Real Cuautitlán         | Socum                                 | 8 de marzo     | 12:00          |           |           |           |           |           |
| C.D. Irapuato         | 0 - 1     | Cruz Azul Jasso         | Corregidora                           | 8 de marzo     | 15:00          |           |           |           |           |           |
| Inter Playa           | 1 - 1     | Delfines del Carmen "B" | Mario Villanueva Madrid               | 8 de marzo     | 15:00          |           |           |           |           |           |
| Atlético Veracruz     | 0 - 0     | Teca UTN                | Luis "Pirata" Fuente                  | 9 de marzo     | 11:00          |           |           |           |           |           |
| DESCANSO:             | DESCANSO: | DESCANSO:               | Tampico Madero                        | Tampico Madero | Tampico Madero |           |           |           |           |           |

| Jornada 10              | Jornada 10 | Jornada 10            | Jornada 10                         | Jornada 10      | Jornada 10      | Jornada 10 | Jornada 10 | Jornada 10 | Jornada 10 | Jornada 10 |
| Grupo A                 | Grupo A    | Grupo A               | Grupo A                            | Grupo A         | Grupo A         | Grupo A    | Grupo A    | Grupo A    | Grupo A    | Grupo A    |
| Local                   | Resultado  | Visitante             | Estadio                            | Fecha           | Hora            |            |            |            |            |            |
| ----------------------- | ---------- | --------------------- | ---------------------------------- | --------------- | --------------- | ---------- | ---------- | ---------- | ---------- | ---------- |
| Vaqueros de Ameca       | 0 - 0      | Reynosa F.C.          | Núcleo Deportivo y de Espectáculos | 14 de marzo     | 16:00           |            |            |            |            |            |
| Dorados UACH            | 0 - 0      | Estudiantes Tecos "B" | Olímpico UACH                      | 14 de marzo     | 20:00           |            |            |            |            |            |
| Cimarrones de Sonora    | 2 - 3      | Cachorros U. de G.    | Héroe de Nacozari                  | 14 de marzo     | 21:10           |            |            |            |            |            |
| Deportivo Tepic         | 1 - 2      | Loros U. de Colima    | Arena Cora                         | 14 de marzo     | 21:30           |            |            |            |            |            |
| Águilas Reales          | 2 - 1      | Murciélagos F.C.      | Francisco Villa                    | 15 de marzo     | 15:00           |            |            |            |            |            |
| Durango                 | 2 - 2      | Unión de Curtidores   | Francisco Zarco                    | 15 de marzo     | 15:00           |            |            |            |            |            |
| Deportivo de Los Altos  | 3 - 2      | Bravos                | Las Ánimas                         | 15 de marzo     | 16:00           |            |            |            |            |            |
| Correcaminos UAT "B"    | 2 - 0      | Indios UACJ           | Eugenio Alvizo Porras              | 16 de marzo     | 12:00           |            |            |            |            |            |
| Grupo B                 |            |                       |                                    |                 |                 |            |            |            |            |            |
| Local                   | Resultado  | Visitante             | Estadio                            | Fecha           | Hora            |            |            |            |            |            |
| Delfines del Carmen "B" | 2 - 3      | Orizaba               | Unidad Deportiva Campus II UNACAR  | 14 de marzo     | 20:00           |            |            |            |            |            |
| Cruz Azul Jasso         | 1 - 0      | Tuzos UAZ             | 10 de diciembre                    | 15 de marzo     | 11:00           |            |            |            |            |            |
| Ocelotes UNACH          | 4 - 2      | Patriotas de Córdoba  | Olímpico de Tapachula              | 15 de marzo     | 15:00           |            |            |            |            |            |
| Linces de Tlaxcala      | 5 - 1      | Teca UTN              | Tlahuicole                         | 15 de marzo     | 15:00           |            |            |            |            |            |
| Atlético Coatzacoalcos  | 2 - 2      | C.D. Irapuato         | Rafael Hernández Ochoa             | 15 de marzo     | 17:00           |            |            |            |            |            |
| Tampico Madero          | 0 - 0      | Potros UAEM           | Tamaulipas                         | 15 de marzo     | 20:00           |            |            |            |            |            |
| Atlético Veracruz       | 0 - 2      | Inter Playa           | Luis "Pirata" Fuente               | 16 de marzo     | 11:00           |            |            |            |            |            |
| DESCANSO:               | DESCANSO:  | DESCANSO:             | Real Cuautitlán                    | Real Cuautitlán | Real Cuautitlán |            |            |            |            |            |

| Jornada 11              | Jornada 11 | Jornada 11             | Jornada 11                        | Jornada 11  | Jornada 11  | Jornada 11 | Jornada 11 | Jornada 11 | Jornada 11 | Jornada 11 |
| Grupo A                 | Grupo A    | Grupo A                | Grupo A                           | Grupo A     | Grupo A     | Grupo A    | Grupo A    | Grupo A    | Grupo A    | Grupo A    |
| Local                   | Resultado  | Visitante              | Estadio                           | Fecha       | Hora        |            |            |            |            |            |
| ----------------------- | ---------- | ---------------------- | --------------------------------- | ----------- | ----------- | ---------- | ---------- | ---------- | ---------- | ---------- |
| Cachorros U. de G.      | 0 - 0      | Deportivo Tepic        | Jalisco                           | 21 de marzo | 12:00       |            |            |            |            |            |
| Bravos                  | 0 - 1      | Águilas Reales         | Unidad Deportiva Benito Juárez    | 21 de marzo | 19:00       |            |            |            |            |            |
| Murciélagos F.C.        | 4 - 1      | Cimarrones de Sonora   | Coloso del Dique                  | 21 de marzo | 21:05       |            |            |            |            |            |
| Loros U. de Colima      | 3 - 0      | Vaqueros de Ameca      | Olímpico Universitario de Colima  | 22 de marzo | 16:00       |            |            |            |            |            |
| Unión de Curtidores     | 1 - 0      | Estudiantes Tecos "B"  | León                              | 22 de marzo | 16:00       |            |            |            |            |            |
| Reynosa F.C.            | 1 - 1      | Durango                | Unidad Deportiva Solidaridad      | 22 de marzo | 16:30       |            |            |            |            |            |
| Correcaminos UAT "B"    | 5 - 0      | Dorados UACH           | Eugenio Alvizo Porras             | 23 de marzo | 12:00       |            |            |            |            |            |
| Indios UACJ             | 2 - 0      | Deportivo de Los Altos | Olímpico Benito Juárez            | 23 de marzo | 12:00       |            |            |            |            |            |
| Grupo B                 |            |                        |                                   |             |             |            |            |            |            |            |
| Local                   | Resultado  | Visitante              | Estadio                           | Fecha       | Hora        |            |            |            |            |            |
| Tuzos UAZ               | 1 - 0      | Atlético Coatzacoalcos | Francisco Villa                   | 21 de marzo | 16:00       |            |            |            |            |            |
| Delfines del Carmen "B" | 1 - 2      | Real Cuautitlán        | Unidad Deportiva Campus II UNACAR | 21 de marzo | 20:00       |            |            |            |            |            |
| Orizaba                 | 0 - 1      | Atlético Veracruz      | Socum                             | 22 de marzo | 12:00       |            |            |            |            |            |
| C.D. Irapuato           | 1 - 0      | Tampico Madero         | Corregidora                       | 22 de marzo | 15:00       |            |            |            |            |            |
| Inter Playa             | 3 - 1      | Linces de Tlaxcala     | Mario Villanueva Madrid           | 22 de marzo | 15:00       |            |            |            |            |            |
| Patriotas de Córdoba    | 1 - 3      | Cruz Azul Jasso        | Rafael Murillo Vidal              | 22 de marzo | 16:00       |            |            |            |            |            |
| Teca UTN                | 2 - 0      | Ocelotes UNACH         | Neza 86                           | 23 de marzo | 12:00       |            |            |            |            |            |
| DESCANSO:               | DESCANSO:  | DESCANSO:              | Potros UAEM                       | Potros UAEM | Potros UAEM |            |            |            |            |            |

| Jornada 12             | Jornada 12 | Jornada 12              | Jornada 12                         | Jornada 12    | Jornada 12    | Jornada 12 | Jornada 12 | Jornada 12 | Jornada 12 | Jornada 12 |
| Grupo A                | Grupo A    | Grupo A                 | Grupo A                            | Grupo A       | Grupo A       | Grupo A    | Grupo A    | Grupo A    | Grupo A    | Grupo A    |
| Local                  | Resultado  | Visitante               | Estadio                            | Fecha         | Hora          |            |            |            |            |            |
| ---------------------- | ---------- | ----------------------- | ---------------------------------- | ------------- | ------------- | ---------- | ---------- | ---------- | ---------- | ---------- |
| Vaqueros de Ameca      | 2 - 0      | Cachorros U. de G.      | Núcleo Deportivo y de Espectáculos | 28 de marzo   | 16:00         |            |            |            |            |            |
| Dorados UACH           | 2 - 2      | Unión de Curtidores     | Olímpico UACH                      | 28 de marzo   | 20:00         |            |            |            |            |            |
| Cimarrones de Sonora   | 1 - 2      | Bravos                  | Héroe de Nacozari                  | 28 de marzo   | 21:10         |            |            |            |            |            |
| Deportivo Tepic        | 0 - 0      | Murciélagos F.C.        | Arena Cora                         | 28 de marzo   | 21:30         |            |            |            |            |            |
| Estudiantes Tecos "B"  | 1 - 0      | Reynosa F.C.            | Tres de Marzo                      | 29 de marzo   | 11:00         |            |            |            |            |            |
| Águilas Reales         | 1 - 1      | Indios UACJ             | Francisco Villa                    | 29 de marzo   | 15:00         |            |            |            |            |            |
| Durango                | 1 - 1      | Loros U. de Colima      | Francisco Zarco                    | 29 de marzo   | 16:00         |            |            |            |            |            |
| Deportivo de Los Altos | 3 - 0      | Correcaminos UAT "B"    | Las Ánimas                         | 29 de marzo   | 19:30         |            |            |            |            |            |
| Grupo B                |            |                         |                                    |               |               |            |            |            |            |            |
| Local                  | Resultado  | Visitante               | Estadio                            | Fecha         | Hora          |            |            |            |            |            |
| Cruz Azul Jasso        | 1 - 0      | Teca UTN                | 10 de diciembre                    | 29 de marzo   | 11:00         |            |            |            |            |            |
| Real Cuautitlán        | 0 - 0      | Potros UAEM             | Los Pinos                          | 29 de marzo   | 15:00         |            |            |            |            |            |
| Ocelotes UNACH         | 0 - 0      | Inter Playa             | Olímpico de Tapachula              | 29 de marzo   | 15:00         |            |            |            |            |            |
| Linces de Tlaxcala     | 1 - 1      | Orizaba                 | Tlahuicole                         | 29 de marzo   | 15:00         |            |            |            |            |            |
| Atlético Coatzacoalcos | 1 - 1      | Patriotas de Córdoba    | Rafael Hernández Ochoa             | 29 de marzo   | 17:00         |            |            |            |            |            |
| Tampico Madero         | 1 - 0      | Tuzos UAZ               | Tamaulipas                         | 29 de marzo   | 20:00         |            |            |            |            |            |
| Atlético Veracruz      | 0 - 1      | Delfines del Carmen "B" | Luis "Pirata" Fuente               | 30 de marzo   | 11:00         |            |            |            |            |            |
| DESCANSO:              | DESCANSO:  | DESCANSO:               | C.D. Irapuato                      | C.D. Irapuato | C.D. Irapuato |            |            |            |            |            |

| Jornada 13              | Jornada 13 | Jornada 13             | Jornada 13                        | Jornada 13 | Jornada 13 | Jornada 13 | Jornada 13 | Jornada 13 | Jornada 13 | Jornada 13 |
| Grupo A                 | Grupo A    | Grupo A                | Grupo A                           | Grupo A    | Grupo A    | Grupo A    | Grupo A    | Grupo A    | Grupo A    | Grupo A    |
| Local                   | Resultado  | Visitante              | Estadio                           | Fecha      | Hora       |            |            |            |            |            |
| ----------------------- | ---------- | ---------------------- | --------------------------------- | ---------- | ---------- | ---------- | ---------- | ---------- | ---------- | ---------- |
| Cachorros U. de G.      | 0 - 1      | Durango                | Jalisco                           | 4 de abril | 12:00      |            |            |            |            |            |
| Reynosa F.C.            | 1 - 2      | Unión de Curtidores    | Unidad Deportiva Solidaridad      | 4 de abril | 18:00      |            |            |            |            |            |
| Bravos                  | 0 - 2      | Deportivo Tepic        | Unidad Deportiva Benito Juárez    | 4 de abril | 19:00      |            |            |            |            |            |
| Murciélagos F.C.        | 1 - 0      | Vaqueros de Ameca      | Coloso del Dique                  | 4 de abril | 21:05      |            |            |            |            |            |
| Loros U. de Colima      | 4 - 1      | Estudiantes Tecos "B"  | Olímpico Universitario de Colima  | 5 de abril | 16:00      |            |            |            |            |            |
| Deportivo de Los Altos  | 3 - 1      | Dorados UACH           | Las Ánimas                        | 5 de abril | 19:30      |            |            |            |            |            |
| Correcaminos UAT "B"    | 2 - 0      | Águilas Reales         | Eugenio Alvizo Porras             | 6 de abril | 12:00      |            |            |            |            |            |
| Indios UACJ             | 1 - 1      | Cimarrones de Sonora   | Olímpico Benito Juárez            |            | 13:00      |            |            |            |            |            |
| Grupo B                 |            |                        |                                   |            |            |            |            |            |            |            |
| Local                   | Resultado  | Visitante              | Estadio                           | Fecha      | Hora       |            |            |            |            |            |
| Delfines del Carmen "B" | 1 - 0      | Linces de Tlaxcala     | Unidad Deportiva Campus II UNACAR | 4 de abril | 20:00      |            |            |            |            |            |
| C.D. Irapuato           | 2 - 2      | Potros UAEM            | Corregidora                       | 5 de abril | 12:00      |            |            |            |            |            |
| Orizaba                 | 3 - 1      | Ocelotes UNACH         | Socum                             | 5 de abril | 12:00      |            |            |            |            |            |
| Inter Playa             | 0 - 1      | Cruz Azul Jasso        | Mario Villanueva Madrid           | 5 de abril | 15:00      |            |            |            |            |            |
| Patriotas de Córdoba    | 2 - 2      | Tampico Madero         | Rafael Murillo Vidal              | 5 de abril | 16:00      |            |            |            |            |            |
| Atlético Veracruz       | 2 - 0      | Real Cuautitlán        | Luis "Pirata" Fuente              | 6 de abril | 11:00      |            |            |            |            |            |
| Teca UTN                | 1 - 2      | Atlético Coatzacoalcos | Neza 86                           | 6 de abril | 12:00      |            |            |            |            |            |
| DESCANSO:               | DESCANSO:  | DESCANSO:              | Tuzos UAZ                         | Tuzos UAZ  | Tuzos UAZ  |            |            |            |            |            |

| Jornada 14             | Jornada 14 | Jornada 14              | Jornada 14                            | Jornada 14           | Jornada 14           | Jornada 14 | Jornada 14 | Jornada 14 | Jornada 14 | Jornada 14 |
| Grupo A                | Grupo A    | Grupo A                 | Grupo A                               | Grupo A              | Grupo A              | Grupo A    | Grupo A    | Grupo A    | Grupo A    | Grupo A    |
| Local                  | Resultado  | Visitante               | Estadio                               | Fecha                | Hora                 |            |            |            |            |            |
| ---------------------- | ---------- | ----------------------- | ------------------------------------- | -------------------- | -------------------- | ---------- | ---------- | ---------- | ---------- | ---------- |
| Vaqueros de Ameca      | 3 - 0      | Bravos                  | Núcleo Deportivo y de Espectáculos    | 11 de abril          | 16:00                |            |            |            |            |            |
| Deportivo Tepic        | 0 - 1      | Indios UACJ             | Arena Cora                            | 11 de abril          | 21:30                |            |            |            |            |            |
| Estudiantes Tecos "B"  | 1 - 0      | Cachorros U. de G.      | Tres de Marzo                         | 12 de abril          | 11:00                |            |            |            |            |            |
| Durango                | 2 - 1      | Murciélagos F.C.        | Francisco Zarco                       | 12 de abril          | 16:00                |            |            |            |            |            |
| Águilas Reales         | 0 - 1      | Deportivo de Los Altos  | Francisco Villa                       | 12 de abril          | 16:00                |            |            |            |            |            |
| Reynosa F.C.           | 0 - 2      | Dorados UACH            | Unidad Deportiva Solidaridad          | 12 de abril          | 16:00                |            |            |            |            |            |
| Unión de Curtidores    | 0 - 1      | Loros U. de Colima      | León                                  | 13 de abril          | 12:00                |            |            |            |            |            |
| Cimarrones de Sonora   | 3 - 1      | Correcaminos UAT "B"    | Héroe de Nacozari                     | 13 de abril          | 20:15                |            |            |            |            |            |
| Grupo B                |            |                         |                                       |                      |                      |            |            |            |            |            |
| Local                  | Resultado  | Visitante               | Estadio                               | Fecha                | Hora                 |            |            |            |            |            |
| Potros UAEM            | 3 - 0      | Tuzos UAZ               | Universitario Alberto "Chivo" Córdoba | 11 de abril          | 16:00                |            |            |            |            |            |
| Cruz Azul Jasso        | 1 - 2      | Orizaba                 | 10 de diciembre                       | 12 de abril          | 11:00                |            |            |            |            |            |
| C.D. Irapuato          | 0 - 2      | Real Cuautitlán         | Corregidora                           | 12 de abril          | 12:00                |            |            |            |            |            |
| Ocelotes UNACH         | 1 - 1      | Delfines del Carmen "B" | Olímpico de Tapachula                 | 12 de abril          | 16:00                |            |            |            |            |            |
| Linces de Tlaxcala     | 4 - 0      | Atlético Veracruz       | Tlahuicole                            | 12 de abril          | 16:00                |            |            |            |            |            |
| Atlético Coatzacoalcos | 4 - 0      | Inter Playa             | Rafael Hernández Ochoa                | 12 de abril          | 17:00                |            |            |            |            |            |
| Tampico Madero         | 1 - 1      | Teca UTN                | Tamaulipas                            | 12 de abril          | 20:00                |            |            |            |            |            |
| DESCANSO:              | DESCANSO:  | DESCANSO:               | Patriotas de Córdoba                  | Patriotas de Córdoba | Patriotas de Córdoba |            |            |            |            |            |

| Jornada 15              | Jornada 15 | Jornada 15             | Jornada 15                        | Jornada 15  | Jornada 15 | Jornada 15 | Jornada 15 | Jornada 15 | Jornada 15 | Jornada 15 |
| Grupo A                 | Grupo A    | Grupo A                | Grupo A                           | Grupo A     | Grupo A    | Grupo A    | Grupo A    | Grupo A    | Grupo A    | Grupo A    |
| Local                   | Resultado  | Visitante              | Estadio                           | Fecha       | Hora       |            |            |            |            |            |
| ----------------------- | ---------- | ---------------------- | --------------------------------- | ----------- | ---------- | ---------- | ---------- | ---------- | ---------- | ---------- |
| Cachorros U. de G.      | 1 - 4      | Unión de Curtidores    | Jalisco                           | 18 de abril | 12:00      |            |            |            |            |            |
| Correcaminos UAT "B"    | 0 - 0      | Deportivo Tepic        | Eugenio Alvizo Porras             | 19 de abril | 16:00      |            |            |            |            |            |
| Bravos                  | 0 - 1      | Durango                | Unidad Deportiva Benito Juárez    | 19 de abril | 16:00      |            |            |            |            |            |
| Dorados UACH            | 0 - 1      | Águilas Reales         | Olímpico UACH                     | 19 de abril | 16:00      |            |            |            |            |            |
| Murciélagos F.C.        | 0 - 3      | Estudiantes Tecos "B"  | Coloso del Dique                  | 19 de abril | 16:00      |            |            |            |            |            |
| Loros U. de Colima      | 2 - 0      | Reynosa F.C.           | Olímpico Universitario de Colima  | 19 de abril | 16:00      |            |            |            |            |            |
| Deportivo de Los Altos  | 0 - 1      | Cimarrones de Sonora   | Las Ánimas                        | 19 de abril | 16:00      |            |            |            |            |            |
| Indios UACJ             | 7 - 0      | Vaqueros de Ameca      | Olímpico Benito Juárez            | 19 de abril | 16:00      |            |            |            |            |            |
| Grupo B                 |            |                        |                                   |             |            |            |            |            |            |            |
| Local                   | Resultado  | Visitante              | Estadio                           | Fecha       | Hora       |            |            |            |            |            |
| Delfines del Carmen "B" | 2 - 1      | Cruz Azul Jasso        | Unidad Deportiva Campus II UNACAR | 19 de abril | 16:00      |            |            |            |            |            |
| Tuzos UAZ               | 0 - 2      | C.D. Irapuato          | Francisco Villa                   | 19 de abril | 16:00      |            |            |            |            |            |
| Patriotas de Córdoba    | 0 - 0      | Potros UAEM            | Rafael Murillo Vidal              | 19 de abril | 16:00      |            |            |            |            |            |
| Inter Playa             | 3 - 0      | Tampico Madero         | Mario Villanueva Madrid           | 19 de abril | 16:00      |            |            |            |            |            |
| Orizaba                 | 0 - 0      | Atlético Coatzacoalcos | Socum                             | 19 de abril | 16:00      |            |            |            |            |            |
| Real Cuautitlán         | 3 - 5      | Linces de Tlaxcala     | Los Pinos                         | 19 de abril | 16:00      |            |            |            |            |            |
| Atlético Veracruz       | 0 - 4      | Ocelotes UNACH         | Luis "Pirata" Fuente              | 19 de abril | 16:00      |            |            |            |            |            |
| DESCANSO:               | DESCANSO:  | DESCANSO:              | Teca UTN                          | Teca UTN    | Teca UTN   |            |            |            |            |            |

## Tabla de promedios
| Posición | Equipo                      | Puntos | Juegos | Cociente |
| -------- | --------------------------- | ------ | ------ | -------- |
| 1        | Loros de Colima             | 65     | 27     | 2.4074   |
| 2        | Coras de Tepic              | 56     | 27     | 2.0741   |
| 3        | Union de Curtidores         | 51     | 27     | 1.8889   |
| 4        | Cruz Azul Jasso             | 47     | 25     | 1.8800   |
| 5        | Club Deportivo de Los Altos | 50     | 27     | 1.8519   |
| 6        | Linces de Tlaxcala          | 46     | 25     | 1.8400   |
| 7        | Ocelotes UNACH              | 44     | 25     | 1.7600   |
| 8        | Murciélagos FC              | 47     | 27     | 1.7407   |
| 9        | CD Irapuato                 | 43     | 25     | 1.7200   |
| 10       | Potros UAEM                 | 42     | 25     | 1.6800   |
| 11       | Real Cuautitlán             | 41     | 25     | 1.6400   |
| 12       | Teca de Neza                | 40     | 26     | 1.5385   |
| 13       | Atlético Coatzacoalcos      | 38     | 25     | 1.5200   |
| 14       | Águilas Reales de Zacatecas | 41     | 27     | 1.5185   |
| 15       | Inter Playa del Carmen      | 36     | 25     | 1.4400   |
| 16       | Atlético Veracruz           | 35     | 25     | 1.4000   |
| 17       | Dorados de la UACH          | 36     | 27     | 1.3333   |
| 18       | Indios de la UACJ           | 36     | 27     | 1.3333   |
| 19       | Alacranes de Durango        | 34     | 27     | 1.2593   |
| 20       | Estudiantes Tecos B         | 34     | 27     | 1.2593   |
| 21       | Vaqueros Ameca              | 34     | 27     | 1.2593   |
| 22       | Cimarrones de Sonora        | 34     | 27     | 1.2593   |
| 23       | Albinegros de Orizaba       | 29     | 25     | 1.1600   |
| 24       | Bravos de Nuevo Laredo      | 31     | 27     | 1.1481   |
| 25       | Tampico Madero              | 27     | 25     | 1.0800   |
| 26       | Delfines B                  | 26     | 25     | 1.0400   |
| 27       | Reynosa FC                  | 28     | 27     | 1.0370   |
| 28       | Cachorros U.D.G             | 27     | 27     | 1.0000   |
| 29       | Tuzos de la UAZ             | 22     | 26     | 0.8462   |
| 30       | Patriotas de Córdoba        | 18     | 26     | 0.6923   |
| 31       | U.A. Tamaulipas             | 18     | 27     | 0.6677   |

     Descienden a la Liga de Nuevos Talentos.

## Máximos goleadores
Lista con los máximos goleadores de Liga Premier de Ascenso, de acuerdo con los datos oficiales de la Segunda División de México.

### Goleadores
| Juan Carlos Martínez                      | Loros de la Universidad de Colima | 13 |
| Luis Ricardo Reyes                        | Union de Curtidores               | 10 |
| Jorge Alexis Amador                       | Loros de la Universidad de Colima | 8  |
| Juan Diego González                       | Cruz Azul Jasso                   | 8  |
| Mizael Antonio Tovar Reyes                | Indios de la UACJ                 | 8  |
| Jesús Eleazar Silva                       | Cimarrones de Sonora              | 8  |
| Diego Andrade                             | CD Irapuato                       | 7  |
| Amet Ramírez                              | Linces de Tlaxcala                | 7  |
| Sergio Soto                               | Real Cuautitlán                   | 7  |
| Kevin Favela                              | Albinegros de Orizaba             | 6  |
| Última actualización: 20 de abril de 2014 |                                   |    |

| \| Jugador \| Equipo \| \| \| -------------------------- \| --------------------------- \| - \| \| Juan Hernández Cesáreo \| Patriotas de Córdoba \| 6 \| \| Mizael Antonio Tovar Reyes \| Indios de la UACJ \| 6 \| \| Eduardo Gallegos \| U.A. Tamaulipas \| 6 \| \| Humberto Valdez \| U.A. Zacatecas \| 6 \| \| José Sabas López \| Delfines B \| 6 \| \| Cesar Romero \| Murciélagos FC \| 6 \| \| Juan García Díaz \| Union de Curtidores \| 5 \| \| Jorge Armando Mora \| Club Deportivo De Los Altos \| 5 \| \| Osmar Peña \| Bravos de Nuevo Laredo \| 5 \| \| Dante Osorio \| Potros UAEM \| 5 \| \| Tomás Patiño \| Delfines B \| 5 \| |                             |       |
| Jugador | Equipo                      | Goles |
| Juan Hernández Cesáreo | Patriotas de Córdoba        | 6     |
| Mizael Antonio Tovar Reyes | Indios de la UACJ           | 6     |
| Eduardo Gallegos | U.A. Tamaulipas             | 6     |
| Humberto Valdez | U.A. Zacatecas              | 6     |
| José Sabas López | Delfines B                  | 6     |
| Cesar Romero | Murciélagos FC              | 6     |
| Juan García Díaz | Union de Curtidores         | 5     |
| Jorge Armando Mora | Club Deportivo De Los Altos | 5     |
| Osmar Peña | Bravos de Nuevo Laredo      | 5     |
| Dante Osorio | Potros UAEM                 | 5     |
| Tomás Patiño | Delfines B                  | 5     |

## Liguillas

### Liguilla de Copa
|  | Cuartos de final                        | Cuartos de final                        | Cuartos de final                        |   |                   | Semifinales                         | Semifinales                         | Semifinales                         |  |  | Final                           | Final                           | Final                           |
|  | 23/24 (IDA) al 26/27 (VUELTA) de abril. | 23/24 (IDA) al 26/27 (VUELTA) de abril. | 23/24 (IDA) al 26/27 (VUELTA) de abril. |   |                   | 30/1 (IDA) al 3/4 (VUELTA) de mayo. | 30/1 (IDA) al 3/4 (VUELTA) de mayo. | 30/1 (IDA) al 3/4 (VUELTA) de mayo. |  |  | 7 (IDA) al 10 (VUELTA) de mayo. | 7 (IDA) al 10 (VUELTA) de mayo. | 7 (IDA) al 10 (VUELTA) de mayo. |
|  |                                         |                                         |                                         |   |                   |                                     |                                     |                                     |  |  |                                 |                                 |                                 |
|  | Cruz Azul (Jasso)                       | 2                                       | 2                                       |   |                   |                                     |                                     |                                     |  |  |                                 |                                 |                                 |
|  | Murciélagos                             | 1                                       | 1                                       |   |                   |                                     |                                     |                                     |  |  |                                 |                                 |                                 |
|  | Murciélagos                             | 1                                       | 1                                       |   | Cruz Azul (Jasso) | 0                                   | 2                                   |                                     |  |  |                                 |                                 |                                 |
|  |                                         |                                         |                                         |   | Cruz Azul (Jasso) | 0                                   | 2                                   |                                     |  |  |                                 |                                 |                                 |
|  |                                         | Universidad Autónoma de Ciudad Juárez   | 2                                       | 2 |                   |                                     |                                     |                                     |  |  |                                 |                                 |                                 |
|  | Universidad Autónoma de Ciudad Juárez   | Universidad Autónoma de Ciudad Juárez   | 2                                       | 2 | 1                 | 2                                   |                                     |                                     |  |  |                                 |                                 |                                 |
|  | Universidad Autónoma de Ciudad Juárez   |                                         |                                         |   | 1                 | 2                                   |                                     |                                     |  |  |                                 |                                 |                                 |
|  | Estudiantes Tecos                       | 1                                       | 0                                       |   |                   |                                     |                                     |                                     |  |  |                                 |                                 |                                 |
|  |                                         |                                         |                                         |   |                   |                                     |                                     |                                     |  |  | Irapuato                        | 0                               | 0 (4)                           |
|  |                                         |                                         | Universidad Autónoma de Ciudad Juárez   | 0 | 0 (5)             |                                     |                                     |                                     |  |  |                                 |                                 |                                 |
|  | Atlético Veracruz                       | 2                                       | 0                                       |   |                   |                                     |                                     |                                     |  |  |                                 |                                 |                                 |
|  | Delfines                                | 0                                       | 2                                       |   |                   |                                     |                                     |                                     |  |  |                                 |                                 |                                 |
|  | Delfines                                | 0                                       | 2                                       |   | Irapuato          | 2                                   | 3                                   |                                     |  |  |                                 |                                 |                                 |
|  |                                         |                                         |                                         |   | Irapuato          | 2                                   | 3                                   |                                     |  |  |                                 |                                 |                                 |
|  |                                         | Atlético Veracruz                       | 1                                       | 2 |                   |                                     |                                     |                                     |  |  |                                 |                                 |                                 |
|  | Irapuato                                | Atlético Veracruz                       | 1                                       | 2 | 0                 | 2                                   |                                     |                                     |  |  |                                 |                                 |                                 |
|  | Irapuato                                |                                         |                                         |   | 0                 | 2                                   |                                     |                                     |  |  |                                 |                                 |                                 |
|  | Durango                                 | 2                                       | 0                                       |   |                   |                                     |                                     |                                     |  |  |                                 |                                 |                                 |

- Nota: En cada llave, el equipo ubicado en la primera línea es el que ejerce la localía en el partido de vuelta.

|                                      |
| Indios de la UACJ Campeón 1º título. |

## Copa de Campeones

### Cruz Azul (Jasso)-Indios de la UACJ
| 15 de mayo, 16:00 | Indios de la UACJ      | 2:2 | Cruz Azul (Jasso)           | Olímpico Benito Juárez, Ciudad Juárez, Chihuahua            |                                                             |
|                   | Villa 10', Santana 22' |     | Chavarría 63', Hipólito 82' | Asistencia: 13,000 espectadores Árbitro(s): Humberto Vargas | Asistencia: 13,000 espectadores Árbitro(s): Humberto Vargas |

| 18 de mayo, 11:00 | Cruz Azul (Jasso) | 1:0 | Indios de la UACJ | 10 de diciembre, Cd. Cooperativa, Hidalgo |  |

|                                    |
| Cruz Azul Jasso Campeón 1º título. |

### Liguilla de Ascenso
|  | Cuartos de final                          | Cuartos de final                        | Cuartos de final                        |   |                       | Semifinales                         | Semifinales                         | Semifinales                         |  |  | Final                           | Final                           | Final                           |
|  | 23/24 (IDA) al 26/27 (VUELTA) de abril.   | 23/24 (IDA) al 26/27 (VUELTA) de abril. | 23/24 (IDA) al 26/27 (VUELTA) de abril. |   |                       | 30/1 (IDA) al 3/4 (VUELTA) de mayo. | 30/1 (IDA) al 3/4 (VUELTA) de mayo. | 30/1 (IDA) al 3/4 (VUELTA) de mayo. |  |  | 8 (IDA) al 11 (VUELTA) de mayo. | 8 (IDA) al 11 (VUELTA) de mayo. | 8 (IDA) al 11 (VUELTA) de mayo. |
|  |                                           |                                         |                                         |   |                       |                                     |                                     |                                     |  |  |                                 |                                 |                                 |
|  | Unión de Curtidores                       | 3                                       | 1                                       |   |                       |                                     |                                     |                                     |  |  |                                 |                                 |                                 |
|  | Orizaba                                   | 2                                       | 1                                       |   |                       |                                     |                                     |                                     |  |  |                                 |                                 |                                 |
|  | Orizaba                                   | 2                                       | 1                                       |   | Unión de Curtidores   | 1                                   | 4                                   |                                     |  |  |                                 |                                 |                                 |
|  |                                           |                                         |                                         |   | Unión de Curtidores   | 1                                   | 4                                   |                                     |  |  |                                 |                                 |                                 |
|  |                                           | Deportivo de los Altos                  | 1                                       | 3 |                       |                                     |                                     |                                     |  |  |                                 |                                 |                                 |
|  | Deportivo de los Altos                    | Deportivo de los Altos                  | 1                                       | 3 | 1                     | 1                                   |                                     |                                     |  |  |                                 |                                 |                                 |
|  | Deportivo de los Altos                    |                                         |                                         |   | 1                     | 1                                   |                                     |                                     |  |  |                                 |                                 |                                 |
|  | Real Cuautitlán                           | 1                                       | 1                                       |   |                       |                                     |                                     |                                     |  |  |                                 |                                 |                                 |
|  |                                           |                                         |                                         |   |                       |                                     |                                     |                                     |  |  | Unión de Curtidores             | 0                               | 0                               |
|  |                                           |                                         | Atlético Coatzacoalcos                  | 3 | 1                     |                                     |                                     |                                     |  |  |                                 |                                 |                                 |
|  | Universidad de Colima                     | 2                                       | 3                                       |   |                       |                                     |                                     |                                     |  |  |                                 |                                 |                                 |
|  | Universidad Autónoma del Estado de México | 4                                       | 1                                       |   |                       |                                     |                                     |                                     |  |  |                                 |                                 |                                 |
|  | Universidad Autónoma del Estado de México | 4                                       | 1                                       |   | Universidad de Colima | 0                                   | 3                                   |                                     |  |  |                                 |                                 |                                 |
|  |                                           |                                         |                                         |   | Universidad de Colima | 0                                   | 3                                   |                                     |  |  |                                 |                                 |                                 |
|  |                                           | Atlético Coatzacoalcos                  | 1                                       | 3 |                       |                                     |                                     |                                     |  |  |                                 |                                 |                                 |
|  | Deportivo Tepic                           | Atlético Coatzacoalcos                  | 1                                       | 3 | 1                     | 0                                   |                                     |                                     |  |  |                                 |                                 |                                 |
|  | Deportivo Tepic                           |                                         |                                         |   | 1                     | 0                                   |                                     |                                     |  |  |                                 |                                 |                                 |
|  | Atlético Coatzacoalcos                    | 0                                       | 2                                       |   |                       |                                     |                                     |                                     |  |  |                                 |                                 |                                 |

- Nota: En cada llave, el equipo ubicado en la primera línea es el que ejerce la localía en el partido de vuelta.

#### Cuartos de final
| 24 de abril, 18:00 | Orizaba                          | 2:3     | Unión de Curtidores                 | Estadio Luis "Pirata" Fuente, Veracruz |                                |
|                    | F. Bonilla 55' · S. Haj Omar 86' | Reporte | E. Tapia 21', 29' · J. Saavedra 30' | Asistencia: 3,000 espectadores         | Asistencia: 3,000 espectadores |

| 27 de abril, 12:00                                                   | Unión de Curtidores | 1:1     | Orizaba       | Estadio León, León             |                                |
|                                                                      | J. Saavedra 65'     | Reporte | K. Favela 90' | Asistencia: 1,500 espectadores | Asistencia: 1,500 espectadores |
| Con marcador global de 4-3, Unión de Curtidores avanza a semifinales |                     |         |               |                                |                                |

| 23 de abril, 16:00 | Real Cuautitlán | 1:1     | Deportivo de los Altos | Estadio Los Pinos, Cuautitlán |                              |
|                    | J. Pérez 29'    | Reporte | J. Mora 86'            | Asistencia: 500 espectadores  | Asistencia: 500 espectadores |

| 26 de abril, 20:00 | Deportivo de los Altos | 1:1     | Real Cuautitlán | Estadio Las Ánimas, Yahualica |                              |
| | F. Martínez 89'        | Reporte | B. Doncel 86'   | Asistencia: 500 espectadores  | Asistencia: 500 espectadores |
| Pese a empatar 2-2 en el marcador global, Deportivo de Los Altos avanza a semifinales por su mejor posición en la tabla |                        |         |                 |                               |                              |

| 23 de abril, 16:00 | UAEM                                              | 4:2     | Universidad de Colima | Estadio Universitario Alberto "Chivo" Córdoba, Toluca |                                |
|                    | D. Osorio 7', 48' · E. Arriaga 12' · F. López 15' | Reporte | J. Martínez 70', 76'  | Asistencia: 2,000 espectadores                        | Asistencia: 2,000 espectadores |

| 26 de abril, 16:00 | Universidad de Colima                            | 3:1     | UAEM         | Estadio Olímpico Universitario de Colima, Colima |                                |
| | J. Martínez 10' · D. Michel 53' · M. Vallejo 75' | Reporte | A. Ochoa 27' | Asistencia: 1,500 espectadores                   | Asistencia: 1,500 espectadores |
| Pese a empatar 5-5 en el marcador global, Universidad de Colima avanza a semifinales por su mejor posición en la tabla |                                                  |         |              |                                                  |                                |

| 24 de abril, 19:00 | Atlético Coatzacoalcos | 0:1     | Deportivo Tepic | Estadio Rafael Hernández Ochoa, Coatzacoalcos |                                |
|                    |                        | Reporte | H. López 49'    | Asistencia: 3,000 espectadores                | Asistencia: 3,000 espectadores |

| 27 de abril, 20:00                                                      | Deportivo Tepic | 0:2     | Atlético Coatzacoalcos             | Estadio Olímpico Santa Teresita, Tepic |                                |
|                                                                         |                 | Reporte | C. Castillo 44' · D. Rodríguez 57' | Asistencia: 5,500 espectadores         | Asistencia: 5,500 espectadores |
| Con marcador global de 2-1, Atlético Coatzacoalcos avanza a semifinales |                 |         |                                    |                                        |                                |

#### Semifinales
| 1 de mayo, 20:00 | Deportivo de los Altos | 1:1     | Unión de Curtidores | Estadio Las Ánimas, Yahualica  |                                |
|                  | F. Martínez 14'        | Reporte | S. Sánchez 11'      | Asistencia: 2,000 espectadores | Asistencia: 2,000 espectadores |

| 4 de mayo, 12:00                                                  | Unión de Curtidores                    | 4:3     | Deportivo de los Altos          | Estadio León, León             |                                |
|                                                                   | L. Reyes 9', 54', 90' · O. Santoyo 71' | Reporte | M. Tovar 35' · J. Mora 60', 82' | Asistencia: 4,000 espectadores | Asistencia: 4,000 espectadores |
| Con marcador global de 5-4, Unión de Curtidores avanza a la final |                                        |         |                                 |                                |                                |

| 30 de abril, 19:00 | Atlético Coatzacoalcos | 1:0     | Universidad de Colima | Estadio Rafael Hernández Ochoa, Coatzacoalcos |                                |
|                    | D. Rodríguez 75'       | Reporte |                       | Asistencia: 2,000 espectadores                | Asistencia: 2,000 espectadores |

| 3 de mayo, 16:00                                                     | Universidad de Colima                    | 3:3     | Atlético Coatzacoalcos                       | Estadio Olímpico Universitario de Colima, Colima |                                |
|                                                                      | D. Mejía 9' (a.g.) · A. Partida 58', 85' | Reporte | D. Mejía 51' · A. Luna 54' · C. Castillo 76' | Asistencia: 5,000 espectadores                   | Asistencia: 5,000 espectadores |
| Con marcador gloval de 4-3, Atlético Coatzacoalcos avanza a la final |                                          |         |                                              |                                                  |                                |

#### Final
| 8 de mayo, 19:00 | Atlético Coatzacoalcos                 | 3:0     | Unión de Curtidores | Estadio Rafael Hernández Ochoa, Coatzacoalcos |                                |
|                  | E. Nungaray 8' · D. Rodríguez 38', 58' | Reporte |                     | Asistencia: 5,000 espectadores                | Asistencia: 5,000 espectadores |

| 11 de mayo, 16:00                                                                      | Unión de Curtidores | 0:1     | Atlético Coatzacoalcos | Estadio León, León              |                                 |
|                                                                                        |                     | Reporte | G. Ramos 19'           | Asistencia: 10,000 espectadores | Asistencia: 10,000 espectadores |
| Con marcador global de 4-0, Atlético Coatzacoalcos es campeón del Torneo Clausura 2014 |                     |         |                        |                                 |                                 |

|                                           |
| Atlético Coatzacoalcos Campeón 1º título. |

∨

## Final por El Ascenso
Final por el ascenso a la Liga de Ascenso

### Linces-Atlético Coatzacoalcos
| 14 de mayo, 17:00 | Atlético Coatzacoalcos                           | 3:2     | Linces                | Rafael Hernández Ochoa, Coatzacoalcos, Veracruz                 |                                                                 |
|                   | Rodríguez 41', González Montoya 48', Arriaga 79' | Reporte | Ramírez 29', Coba 47' | Asistencia: 4,000 espectadores Árbitro(s): Saúl Fernando Orozco | Asistencia: 4,000 espectadores Árbitro(s): Saúl Fernando Orozco |

| 17 de mayo, 16:00                                                                                                   | Linces         | 1:1     | Atlético Coatzacoalcos | Tlahuicole, Tlaxcala, Tlaxcala |  |
| | H. Ledezma 90' | Reporte | D. Rodríguez 2'        |                                |  |
| Con marcador global de 4-3, Atlético Coatzacoalcos es campeón de la temporada 2013-14 de la Liga Premier de Ascenso |                |         |                        |                                |  |

|                                                                    |
| Atlético Coatzacoalcos Campeón Asciende al Ascenso MX 1.er título. |